# راي ويلسون (لاعب كرة قدم أمريكية)
راي ويلسون (بالإنجليزية: Ray Wilson)‏ هو لاعب كرة قدم أمريكية أمريكي، ولد في 26 أغسطس 1971.

## وصلات خارجية
- راي ويلسون على موقع مرجع كرة القدم المحترفة.كوم (الإنجليزية)